# Praça de Espanha metróállomás
A Praça de Espanha metróállomás a lisszaboni metró kék metróvonalán.

## Története
A Praça de Espanha egyike annak a 11 állomásnak, amelyek az 1959. december 29-én megnyitott eredeti lisszaboni metróhálózathoz tartoznak. 1998-ig Palhavã volt a hivatalos neve.
2020. szeptember 29-én az állomás közelében a metróalagút teteje beomlott, miután a felszínen a városi tanács építkezési munkálatokat végzett. A balesetben négyen megsérültek és ezt követően felfüggesztették a forgalmat a vonalon Laranjeiras és a Marquês de Pombal metróállomások között.

## Jellemzői
Az állomás a Praça de Espanha téren található és innen elérhető a Gonçalo Ribeiro Telles park, a Calouste Gulbenkian alapítvány székhelye, a Calouste Gulbenkian Múzeum és a lisszaboni központi mecset.
Az eredeti állomás építészeti terveit Francisco Keil do Amaral, a dekorációt pedig Maria Keil festőművész készítette. Az állomás bővítését 1980. október 15-én fejezték be Sanchez Jorge építész tervei alapján, amely során meghosszabbították a peronokat és egy új előcsarnokot építettek. A díszítést ekkor is Maria Keil festőművész készítette.

## Fordítás
Ez a szócikk részben vagy egészben  az   Estação Praça de Espanha című portugál Wikipédia-szócikk ezen változatának fordításán alapul.  Az eredeti cikk szerkesztőit annak laptörténete sorolja fel. Ez a jelzés csupán a megfogalmazás eredetét és a szerzői jogokat jelzi, nem szolgál a cikkben szereplő információk forrásmegjelöléseként.